# 보은 법주사 사천왕 석등
보은 법주사 사천왕 석등(報恩 法住寺 四天王 石燈)은 충청북도 보은군 법주사 팔상전의 서쪽에 자리잡고 있는, 남북국 시대 신라의 석등이다. 1963년 1월 21일 대한민국의 보물 제15호로 지정되었다.
화사석[火舍石, 석등의 구조 중 등불이 비쳐나오는 부분. 중대석(中臺石, 상대석과 하대석을 연결하는 부분. 간주석이라고도 하며, 기둥 모양) 위에 있다.]은 총 8면인데, 4면에 창을 두었고 그 사이사이 4면에는 불법을 수호하는 사천왕상을 조각했다. 지붕돌은 여덟 곳의 귀퉁이가 살짝 치켜올라가 있다. 

## 개요
법주사 팔상전의 서쪽에 자리잡고 있는 석등이다. 전체적으로 8각의 평면을 기본으로 하고 있으며, 불을 밝히는 화사석(火舍石)을 중심으로 아래에는 3단의 받침돌을 두고 위에는 지붕돌을 올리고 있다.
네모난 받침돌 위에 아래받침돌은 면마다 안상을 새기고, 그 윗면은 가운데받침돌을 사이에 두고 윗받침돌과 대칭되게 연꽃을 조각하였다. 화사석은 4면에 창을 두었고, 나머지 4면에는 불법을 수호하는 신으로 사천왕상(四天王像)을 조각하였다. 지붕돌은 여덟 곳의 귀퉁이가 살짝 치켜올라가 경쾌한 느낌을 준다. 
대체로 각 부분의 양식이 정제되어 있고 조각수법이 우수하여, 통일신라시대의 석등을 대표할 만한 작품이라고 할 수 있다. 제작시기는 신라 불교미술이 꽃피워진 8세기 중기 이후로 짐작된다.

## 같이 보기
- 법주사

## 참고 자료
- 보은 법주사 사천왕 석등 - 국가유산청 국가유산포털